# Pehr Elfvendahl

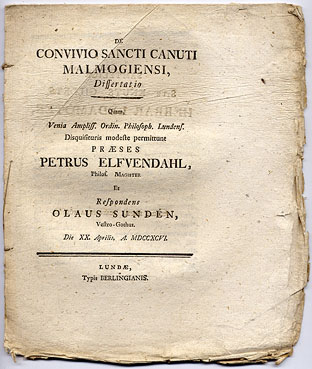
De convivio Saneti Canuti Malmogiensi, avhandling om Knutsgillet, 1796.

Pehr Elfvendahl, född 28 mars 1762 i Basterud, Ekshärad, död 16 augusti 1831 i Ekshärad, var en svensk kontraktsprost  och kyrkoherde i Ekshärad 1832-1837. 
Elfvendahl föddes som son till bonden Per Halvardsson i Basterud, Ekshärad och Kerstin Olsdotter. Han gifte sig 1799 med Esther Robsahm, född i Vissboda, Askersund den 24 mars 1778. Hon var dotter till brukspatronen Carl Magnus Robsahm och Anna Elisabet Geijer född i släkten Geijer.
Elfvendahl genomgick Karlstads skola 1779 och utexaminerades från gymnasiet i december 1781. Han avlade studentexamen i Lund 4 februari 1786, blev filosofie magister 22 juni 1793. 10 december 1793 avlade han präst- och pastoralexamen 10 december 1793. Samma år utsågs han till sockenadjunkt i Råda och Sunnemo. 20 februari 1808 utnämndes han till konsistorienotarie.
18 september 1818 blev han kyrkoherde i Ekshärad. 18 oktober 1824 blev han kontraktsprost i Kils kontrakt och, efter kontraktets delning, i Älvdals kontrakt. Han begärde avsked från prostbefattningen 1 februari 1837.
År 1844 utnämndes Elfvendahl till jubelmagister i Lund.
Pehr Elfvendahls avhandling De convivio Saneti Canuti Malmogiensi, om Knutsgillet i Malmö, gjorde att han valdes in i samma knutsgille och fick gillets högsta utmärkelse Guldduvan.
I en äldre släktbok återfinnes följande: "Han (Pehr Elfvendahl) var den förste som satte potatis, en kanna, och sådde höstråg, en kappe, i övre Älvdalen, vilket väckte stor förundran och förfäran, ty 'att vördig prosten av den myckna lärdomen blivit vriden, det kunde man tydligt se, då han, tvärtemot naturens lagar, sådde i augusti ena året med förhoppning att skörda det andra året', men då rågen om våren var grön och vacker, växte, sköt ax och gav kärna och mjöl, då blev en allmän beundran och från den stunden var prosten Elfvendahls rykte 'som den lärdaste och klokaste man' för alltid stadgat i Älvdalen, sedermera gav Elfvendahl på sina husförhör upplysning och råd angående användning av dessa växter och delade ut av sitt lilla förråd . . . sättpotatis . . . och sädesråg till sina sockenbor - år efter år allt mera - och hade glädjen att på sista åren av sin levnad se båda delarna ehuru sparsamt odlade inom Älvdalen".